# Władysław Włosiński

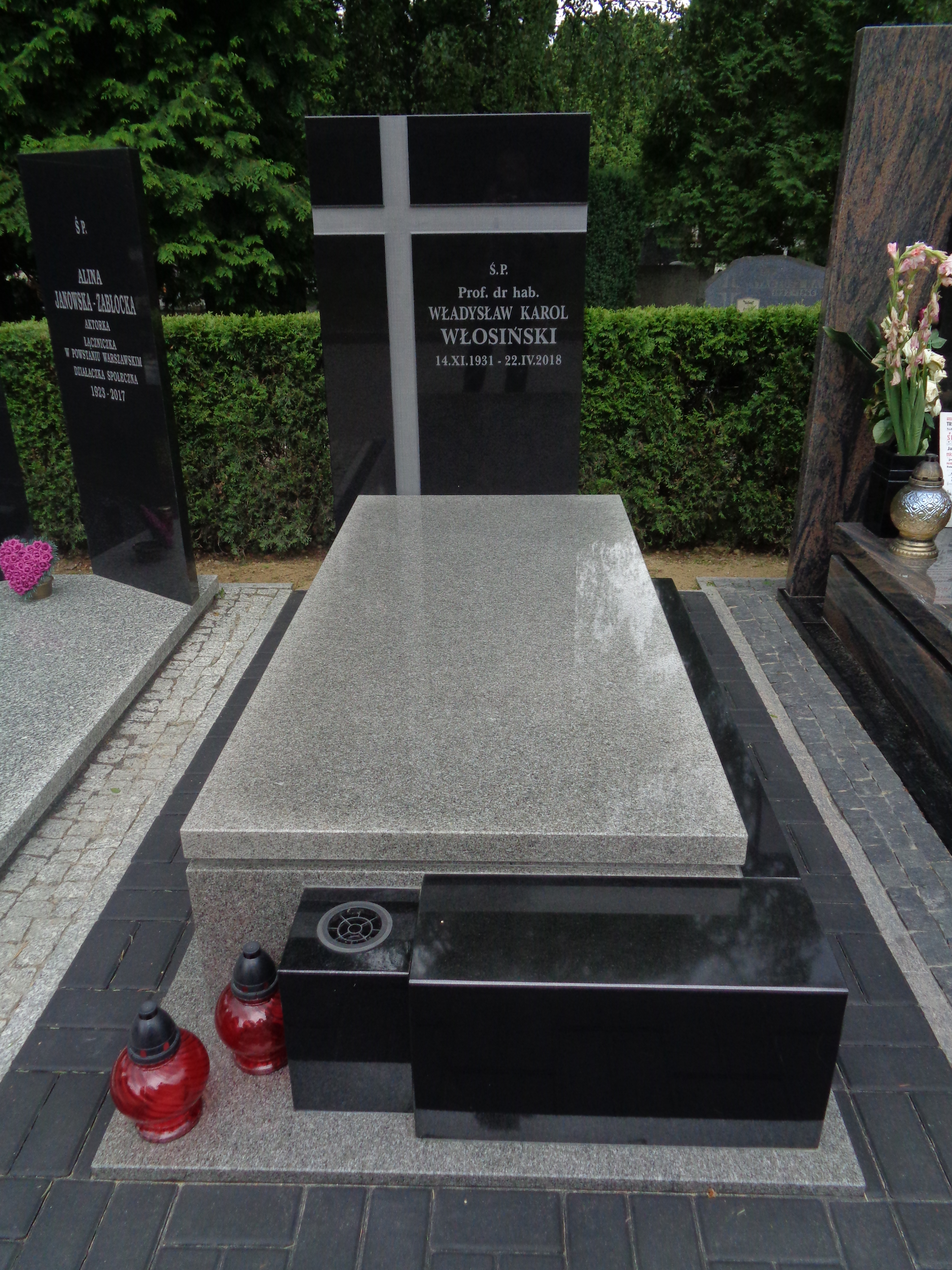
Grób Władysława Włosińskiego na Cmentarzu Wojskowym na Powązkach

Władysław Karol Włosiński (ur. 14 listopada 1931 w Wójcinie pod Piotrkowem Kujawskim, zm. 22 kwietnia 2018 w Warszawie) – polski specjalista w zakresie materiałoznawstwa i połączenia metali z niemetalami, profesor doktor habilitowany inżynier nauk technicznych, członek rzeczywisty PAN.

## Życiorys
Urodził się 14 listopada 1931 w rodzinie Adama i Bronisławy. W 1962 ukończył studia w Politechnice Warszawskiej. Został wykładowcą tej uczelni. Był prorektorem PW. Posiadał stopień doktora habilitowanego, a 9 października 1990 uzyskał tytuł naukowy profesora nauk technicznych. W 1994 r. został członkiem korespondentem, a w 2007 r. członkiem rzeczywistym PAN. W 2003 został członkiem prezydium PAN i przewodniczącym Wydziału IV Nauk Technicznych PAN, a w 2010 radcą Prezesa PAN ds. Polsko-Chińskiego Dialogu Uczonych i Inżynierów. Członek Towarzystwa Naukowego Warszawskiego. Wśród wypromowanych przez niego promotorów znaleźli się, m.in.: Katarzyna Pietrzak (1988), Dariusz Golański (1995), Arkadiusz Krajewski (2000), Tomasz Chmielewski (2003), Anna Lis (2005), Aldona Kluczek (2013).
Został pochowany w Alei Zasłużonych na Cmentarzu Wojskowym na Powązkach (kwatera G rząd Tuje grób 38).

## Odznaczenia
- Krzyż Komandorski Orderu Odrodzenia Polski (2004)[7]
- Krzyż Oficerski Orderu Odrodzenia Polski (1996)[8]
- Nagroda Rządu Chińskiego[2]